# Бэкхенд (комикс)
Бэкхенд (англ. Backhand), настоящее имя – Грег Мэттингли (Greg Mattingly) — вымышленный персонаж, супергерой во Вселенной Marvel, член Ударного Отряда: Моритури. Персонаж был создан Питером Б. Гиллисом (Peter B. Gillis) и Брентом Андерсоном (Brent Anderson).

## История публикаций
Бэкхенд (Грег Мэттингли) был создан писателем Питером Б. Гиллисом и художником Брентом Андерсоном. Он дебютировал как гостевой персонаж в Strikeforce: Morituri #4 (Март 1987). Он повторно появился в Strikeforce: Morituri #13 как супергерой и член Ударного Отряда: Моритури, с кодовым названием "Бэкхенд", таким образом присоединяясь к актерскому составу книги, до своей смерти в выпуске #22.

## Вымышленная биография персонажа
В 2073, Грег Мэттингли был успешным персонажем, который был нанят в мыльную оперу, которая изобразит приключения Ударного Отряда: Моритури, международно провозглашенной команды новых супергероев, которым поручили защищать Землю от регулярных нападений дикой чужеродной расы, известной как Орда. Члены команды приобрели свои силы посредством сложного научного процесса, пусть и страшной ценой: их продолжительность жизни была значительно снижена, из-за недостатка в процессе, который гарантировал им смерть в течение года после вступления в процесс.
Прежде чем показ серии, детализирующей приключения Моритури, дебютировал, актеры и команда серии встретили актуальных Моритури на специальной вечеринке, которая состоялась в Нью-Йорке. Мэттингли представился члену команды, которого он изобразит, неофициального руководителя группы Викинга. Викинг тут пошутил о том, как Мэттингли должен был получить роль, которое будет длиться дольше, намекнув на своё собственное короткое время, оставленное на Земле, из-за смертельного эффекта Моритури. Его попытка черного юмора вызвала неудобный момент, который Мэттингли удалось преодолеть.
Его встреча с Моритури оказалась поворотным моментом в жизни Мэттингли. Когда-то позже, Мэттингли был проверен и признан генетически совместимым, чтобы подвергнуться процессу Моритури, одним из  очень немногих, которые соответствовали биологическим критериям (приблизительно 5% всего населения). Данная разработка, в сочетании с Мэттингли, впечатляемым самопожертвованием и причиной Моритури и неизбежной смерти Викинга, способствовало в создании его решения добровольно предложить стать Моритури.
Посредством процесса, Мэттингли, достаточно иронически, развил в себе способность, до жути похожую на одну у Викинга, Моритури, он изображен в серии, а именно, способность перенаправлять энергию. Его контроль энергетической отправки по неправильному адресу был также более усовершенствован и сосредоточен, тем та, которую Викинг имел в своих собственных силах. В первой официальной миссии нового поколения Моритури, однако, один из новых участников, Дикая карта перенес ужасную смерть, из-за эффекта Моритури. Свидетельствуя это, Бэкхенд заволновался и ушел, крича, утверждая, что он больше не хотел быть Моритури. Однако, ему удалось в конечном счете восстановить своё спокойствие.
Бэкхенд прошел много приключений с командой, будучи частью третьего поколения Моритури. Несколько месяцев спустя, во время нападения Супер Ордианцев (развитая форма Ордианцев) против телестанции, Моритури появились для удовлетворения их матча. Бэкхенд и сам был смертельно ранен ими. Умирая, Бэкхенд справился с самостоятельным желанием к эффекту Моритури и взорвался, таким образом убив нескольких из Супер Ордианцев, которые были около него, и представив своим товарищам по команде шанс борьбы.